# Sergey Brin
Sergey Brin (ur. 21 sierpnia 1973 w Moskwie jako Siergiej Michajłowicz Brin, ros. Сергей Михайлович Брин) – amerykański programista i przedsiębiorca urodzony w ZSRR. Współtwórca najpopularniejszej wyszukiwarki internetowej Google Search. Od 2015 prezes Alphabetu, spółki matki Google. Z funkcji tej zrezygnował w grudniu 2019.

## Życiorys
Urodził się w ZSRR jako syn matematyków żydowskiego pochodzenia. W 1979 roku, w wieku pięciu lat wyemigrował razem z rodziną do Stanów Zjednoczonych, gdzie studiował informatykę i matematykę. Jego ojciec pracował jako wykładowca matematyki na Uniwersytecie Marylandu w College Park, a matka jako specjalistka klimatologii w NASA.
Podczas studiów na Uniwersytecie Stanforda poznał Larry’ego Page’a i wspólnie stworzyli – opartą na algorytmie PageRank – wyszukiwarkę Google Search, która zrewolucjonizowała ten segment rynku usług internetowych. W spółce pełni funkcję prezesa do spraw technologii.
Jego majątek w 2014 roku oszacowano na 31,5 miliarda dolarów amerykańskich, dzięki czemu zajął 19. miejsce na liście najbogatszych ludzi na świecie (lista Forbesa).

## Życie prywatne
W latach 2007–2015 był żonaty z Anne Wojcicki. Ma z nią syna i córkę.